# Chalcidoptera pryeri
Chalcidoptera pryeri is een vlinder uit de familie van de grasmotten (Crambidae). De wetenschappelijke naam van de soort is voor het eerst gepubliceerd in 1898 door George Francis Hampson.

## Beschrijving
De voorvleugellengte bedraagt 10 millimeter. De soort vertoont seksuele dimorfie. De roodgekleurde mannetjes lijken sterk op Chalcidoptera emissalis (Walker, 1865) maar verschillen in vleugelvorm.

## Verspreiding
De soort komt voor in Maleisië (Sabah).